# Pszenica zwyczajna
Pszenica zwyczajna (Triticum aestivum L.) – gatunek pszenicy z rodziny wiechlinowatych. Jest kosmopolityczną rośliną uprawną, której największe uprawy znajdują się w Europie, wschodniej Azji oraz Indiach, obu Amerykach, a także Australii.

## Morfologia

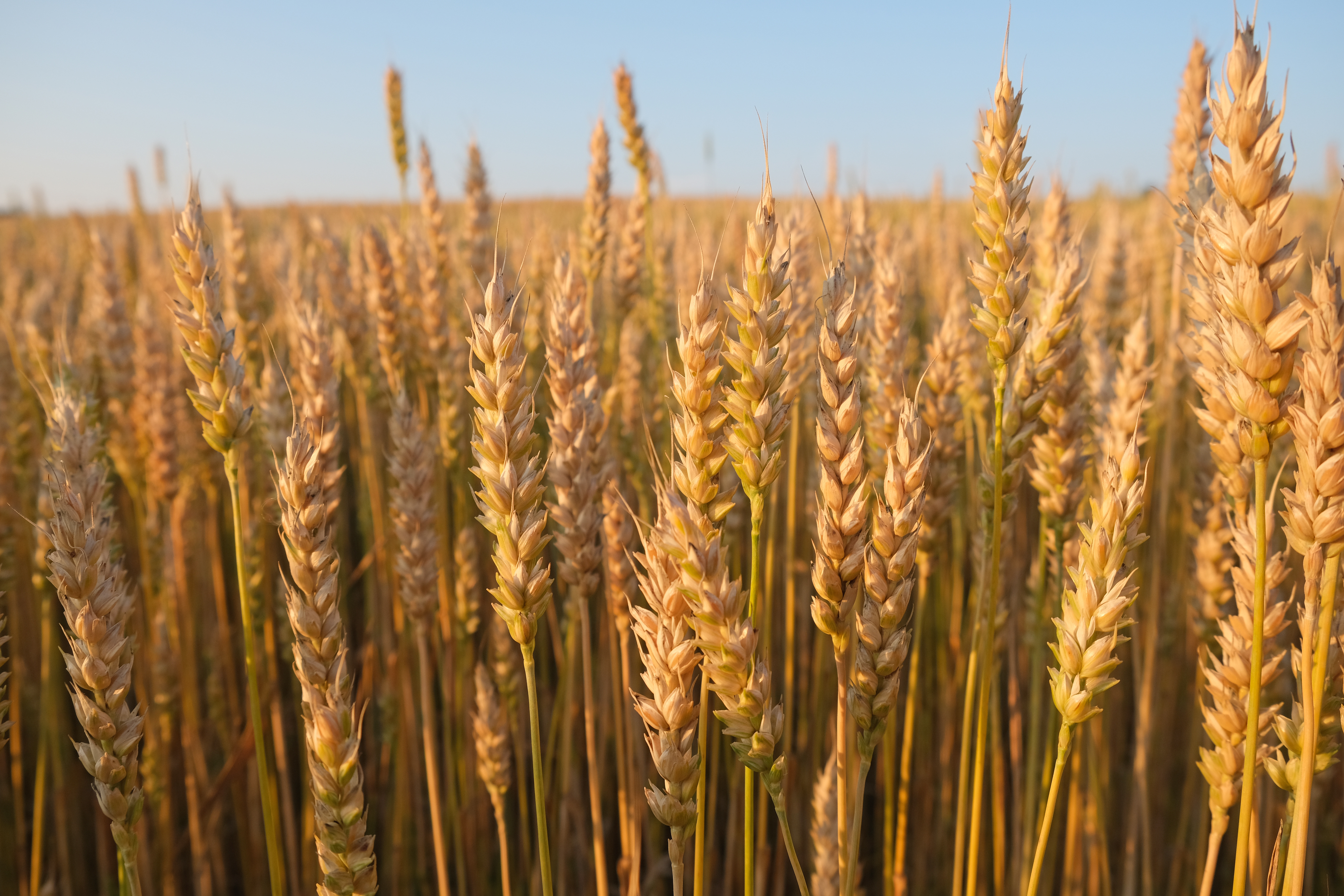
Kłosy pszenicy

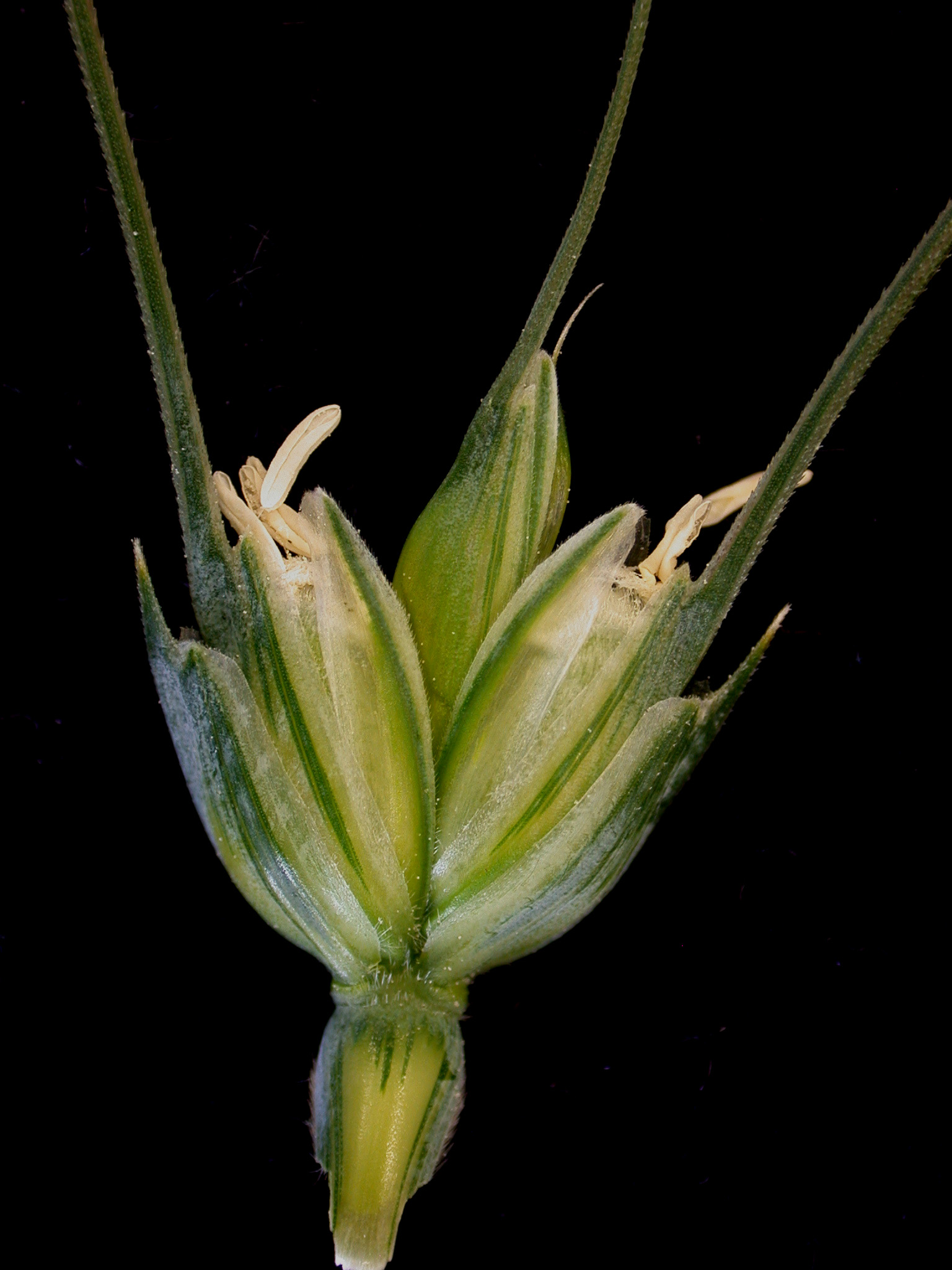
Kłosek

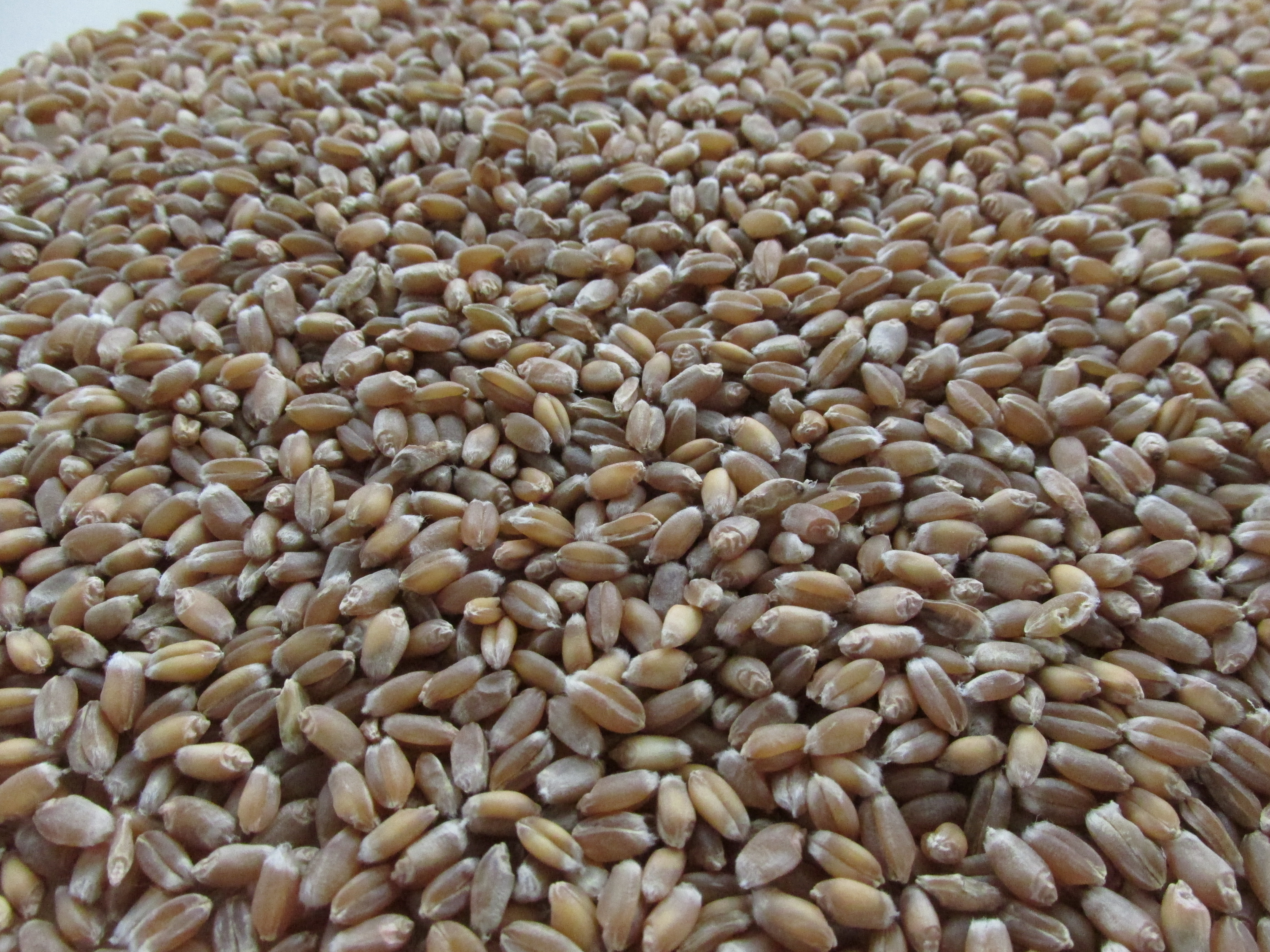
Ziarniaki

ŁodygaŹdźbło o wysokości do 150 cm o nieco szorstkich kolankach.
LiścieDwurzędowo ustawione, naprzemianległe, pochwiaste, równowąskie, żyłkowanie równoległe. W dotyku nieco szorstkie.
KwiatyZebrane w czworoboczny kłos składający się z kilku nie rozpadających się po dojrzeniu kłosków. Kłoski są zazwyczaj 4-kwiatowe, o mniej więcej takiej samej długości i szerokości. Dolna plewka, w zależności od odmiany, jest oścista, bezostna lub zaostrzona i ma taką samą długość, jak plewka górna. Kwiaty są klejstogamiczne.
OwoceZaokrąglony ziarniak dający się łatwo wyłuskać z kłoska. Na przedniej stronie posiada bruzdę. Bielmo mączyste lub szkliste.

## Pochodzenie
Współcześnie uprawiana pszenica zwyczajna powstała w wyniku kilkukrotnych krzyżowań zarówno dziko rosnących, jak i uprawianych gatunków traw, mutacji genetycznych, oraz trwającej już wiele tysięcy lat selekcji dokonywanej przez uprawiających ją ludzi. Radykalnych zmian genetycznych dokonano w latach 50. XX wieku. W wyniku tego z dziko rosnącej rośliny o wysokości 1,2 m, o drobnych, niedających się oddzielić od plew ziarnach, powstała pszenica o wysokości ok. 40 cm, czterokrotnie większych kłosach i większych, dających się wymłócić ziarnach. Obecnie pszenica daje 10-krotnie większe plony, niż w czasach historycznych. Uprawiana jest w tysiącach kultywarów.
Pszenica zwyczajna jest heksaploidem o liczbie chromosomów 2n = 42. Spośród sześciu jej zestawów chromosomów dwa pochodzą od Triticum urartu, dwa od Aegilops speltoides, dwa od Aegilops tauschii. Początek ewolucji dały dwa pierwsze wymienione gatunki, które krzyżując się z sobą dały nowy gatunek – Triticum dicoccoides o czterech zestawach chromosomów (2n= 28). Nastąpiło to samorzutnie, około 580–820 tysięcy lat temu. Z Triticum dicoccoides w wyniku samorzutnej mutacji powstała pszenica płaskurka (Triticum dicoccon). Płaskurka krzyżując się z Aegilops tauschii dała początek nowemu gatunkowi – pszenicy orkisz (Triticum speltum), o sześciu zestawach chromosomów, z tego zaś w wyniku mutacji powstała pszenica zwyczajna. Nastąpiło to około 8500 lat temu.

## Uprawa

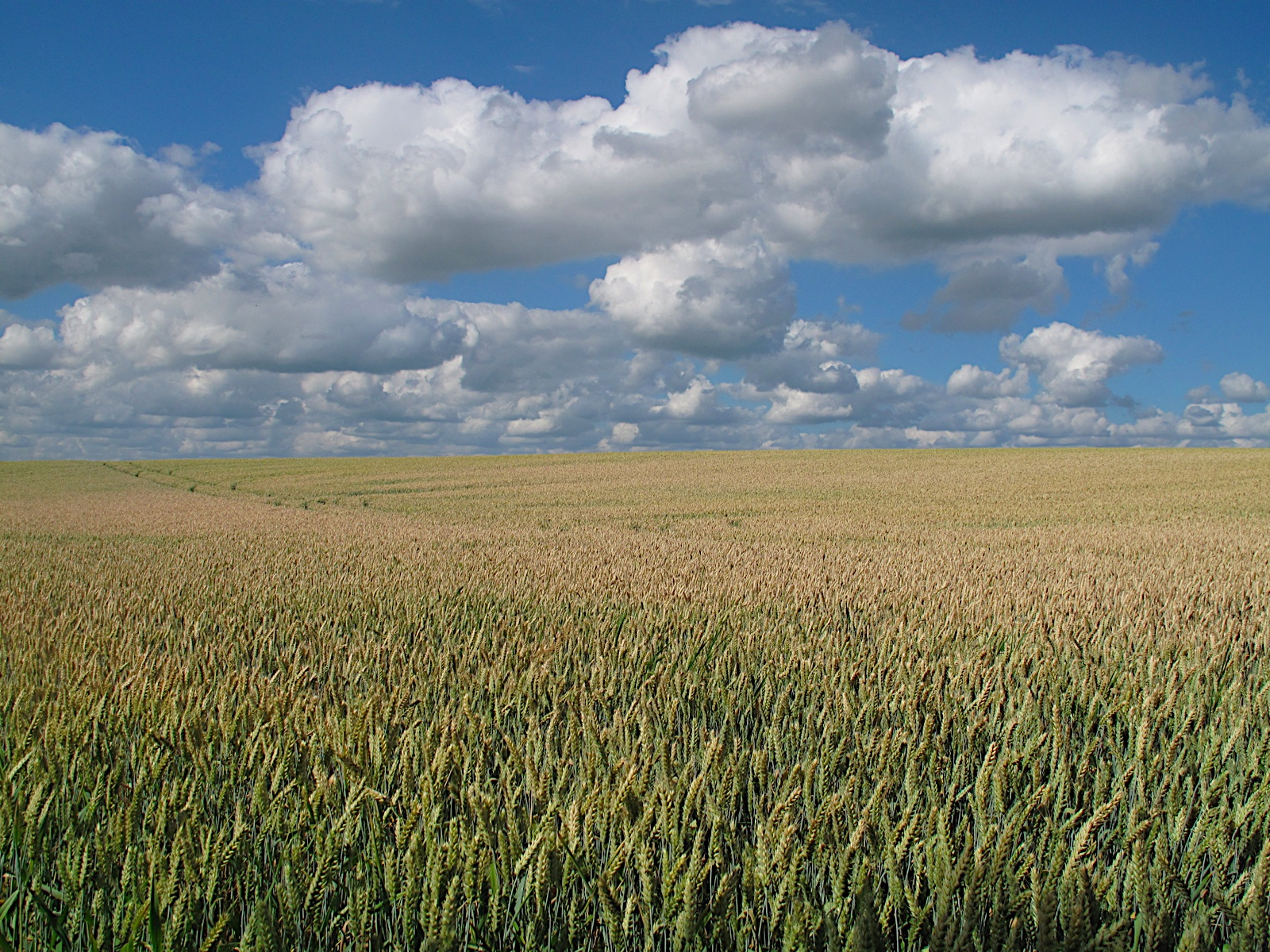
Uprawa polowa pszenicy

W Polsce uprawiana jest zarówno pszenica ozima, jak i jara. Pszenica ozima jest zbożem, które w odróżnieniu od innych ozimin nie jest tak wrażliwe na opóźniony termin siewu, ale wykonanie go zgodnie z harmonogramem, daje największe szanse na uzyskanie wysokiego plonu. Przyjmuje się, że optymalny termin siewu pszenicy ozimej przypada we wschodniej części Polski pomiędzy 15 a 20 września. W przypadku Polski centralnej jest to okres pomiędzy 20 a 30 września, a w Polsce południowo-zachodniej siewy możliwe są nawet do połowy października.
Pszenica jara, która ma niskie wymagania termiczne, powinna zostać zasiana pomiędzy 15 marca a 5 kwietnia, w zależności od regionu.

## Zastosowanie
- Jedno z podstawowych zbóż. Wytwarza się z niego mąkę i kaszę (mannę i perłową)[4].
- Jedna z podstawowych pasz w rolnictwie. W hodowli zwierząt wykorzystuje się również słomę i otręby[4].
- Skrobia jest wykorzystywana w medycynie, a otręby w dietetyce.

## Udział w kulturze
- W Biblii pszenica wymieniona jest ponad 70 razy. Uprawiano wówczas 3 jej gatunki. Pszenica zwyczajna i pszenica twarda (Triticum durum) opisane są hebrajskim słowem ḥíţţa(h), pszenica płaskurka (Triticum dicoccon) hebrajskim słowem kussemeţ. Ponadto pszenice te opisane są innymi, ogólnymi określeniami oznaczającymi: zboże, zboże stojące na polu, garść ściętego zboża, pojedyncze źdźbło, zboże wymłócone, ale nie oczyszczone, zboże wymłócone i oczyszczone, zboże prażone, pasza, obrok. W czasach biblijnych w Izraelu pszenica zwyczajna była najważniejszym uprawianym zbożem. 90% ziaren znajdywanych w wykopaliskach z okresu najazdu Sennacheryba (ok. 700 lat p.n.e.) to ziarniaki pszenicy zwyczajnej[13].
- Oczekiwanie na dojrzewanie pszenicy było w Izraelu połączone z wieloma świętami rolniczym. Podczas święta Szawuot (Święto Żniw) świątyni ofiarowywano plon pszenicy[13].